# Nadine Vinzens
Nadine Vinzens, née le 5 septembre 1983 à Coire, dans le canton des Grisons, est une actrice, DJ et mannequin. Elle remporte le titre de Miss Suisse en 2002.

## Biographie
Nadine Vinzen naît le 5 septembre 1983 à Coire, dans le canton des Grisons,.
Elle est élue Miss Suisse à l'âge de 19 ans, le 14 septembre 2002, à l'Exposition nationale suisse de 2002 à Neuchâtel, par un jury composé notamment de Darius Rochebin. Elle se distingue en particulier de ses concurrentes par le fait d'être joueuse de batterie dans un groupe de punk hardcore.
Le lendemain, elle annonce au même titre que des miss d'autres pays qu'elle boycottera le concours de Miss Monde le novembre suivant au Nigeria en raison de la condamnation à mort par lapidation d'Amina Lawal.
À la suite de son élection, elle abandonne son apprentissage d'employée de commerce,. La même année, elle défraie la chronique en se faisant arrêter pour conduite en état d'ivresse, ce qui lui vaut le surnom de Miss Schwips,. Lors de son règne de miss, elle gagne plus d'argent que toutes ses prédécesseuses.
Elle s'installe en 2004 à Los Angeles pour y suivre une école d'actrice,, au Lee Strasberg Theatre and Film Institute. Elle obtient ensuite quelques rôles principaux, notamment dans le film suisse Mary & Johnny (de), sorti en 2012. S'agissant des rôles secondaires, elle apparaît notamment dans Les Experts : Manhattan. Elle est nommée en 2013 au Prix Walo (de), le plus important en Suisse pour l'industrie du spectacle, dans la catégorie actrice.
En 2007, elle apparaît dans le clip Piece of Me de Britney Spears. Elle y joue l'un des sosies de la chanteuse.
À la fin 2011, elle joue un rôle de batteuse dans l'adaptation théâtrale de la nouvelle de Jeremias Gotthelf Fin lamentable de cinq jeunes filles victimes de l'eau-de-vie. En juin 2012, elle lance dans ce cadre avec le metteur en scène de la pièce un appel à un botellón. 
Elle mène en parallèle une activité de DJ. Elle se produit pour la première fois en 2010 à Uster,.  
Elle épouse en 2005 un joueur de rock américain, Neshawn Hubbard. Elle s'en sépare une première fois trois ans plus tard, puis divorce en 2010. En 2020, elle annonce qu'elle est en couple avec le DJ britannique Mark Reeve,. La même année, elle révèle qu'elle a eu une relation avec une femme à la suite de son élection au titre de Miss Suisse. 
Elle rentre en Suisse en 2019. Elle habite à Zurich. 

## Filmographie
- 2012 : court métrage d'Alfonso Gordillo à La Chaux-de-Fonds[19]

- 2012 : Mary & Johnny (de)[8]
- 2013 : Enchanted Amore: A Very Unusual Love Story, de Rüdiger von Spies[20]